# Луїза Лабе
Луїза Шарлен Лабе (фр. Louise Labé 1526, Ліон — 25 квітня 1566, Парсі-ан-Домб під Ліоном) — французька поетеса.

## Біографія
Про життя Лабе збереглося доволі мало відомостей. Луїза Лабе була дочкою Ліонського фабриканта-канатника і була видана за його колегу по цеху ліонського канатника Перрена. Оскільки вона за свідченням всіх оточуючих була ще й надзвичайно гарною, за нею закріпилося стійке прізвисько «Прекрасна канатниця» (фр. La belle Cordière).
Справжнє прізвище її батька Шарлі або Шарльє. У першому шлюбі він був одружений зі вдовою фабриканта-канатника Лабе і успадкував від неї разом з фабрикою й прізвище. Луїза була дочкою від другого шлюбу. Її мати померла в 1525 році, третім шлюбом батько одружився з молодою дівчиною. Відомостей про відносини Луїзи з мачухою не збереглося, немає підстав вважати, що вони були конфліктними, адже Луїза отримала чудову освіту завдяки фінансам батька. Ця освіта відповідала найпередовішим ідеям епохи Відродження. Даючи таку освіту дочці, батько певною мірою переступав через традиційні погляди свого середовища.
Луїза опанувала грецьку, латину та італійську. Познайомилася з філософськими, історичними та літературними творами, як античного світу, так і нової італійської літератури, в тому числі з поезією Данте і Петрарки. Одним з її вчителів був Моріс Сев, найвідоміший поет Ліону цієї епохи, він назавжди залишився її другом і запросив дівчину до кола літераторів і художників, так званої Ліонської школи поезії. Іншою обов'язковою частиною освіти було навчання співу та грі на музичних інструментах. Улюбленим інструментом Луїзи стала лютня. Окрім того, Луїза разом зі старшим братом навчалася і чоловічим заняттям: гімнастика, фехтування, верхова їзда.
У 20 років в 1542 році Луїза вже була одружена з колегою батька, також канатником, людиною немолодою і не надто освіченою. Однак він, мабуть, надавав дружині велику свободу. Луїза вела відкритий і вільний спосіб життя, її будинок відвідували літератори, музиканти та художники. Деякі дослідники навіть стверджували, що у неї був літературний салон, хоча її основні гості бували в Ліоні епізодично, проїздом. Крім того, за окремими репліками видно, що її спосіб життя засуджувався багатьма, тоді як в епоху салонів така поведінка вже стала прийнятою в суспільстві нормою.
Одним із її знайомих став відомий французький поет Олів'є де Маньї, який був проїздом у Ліоні. Він став основним предметом її любовної лірики. Його почуття до неї було, напевне, недовгим. Дослідники впізнають її в деяких його віршах, але цей поет захоплювався багатьма жінками. У 1555 році поетеса вирішила видати свої твори. Відомий ліонський видавець Жан де Турн видав її книгу, а наступного року випустив ще два видання. Книжки Лабе очевидно користувалися попитом. У 1556 році її поетичну книжку видав у Руані Жан Гару.
Про її життя з 1556 до 1565 року відомо дуже мало. Однак із загального історичного тла ясно, що це була нещаслива епоха. Релігійні війни призвели до підвищення податків. Відомо, що в 1557 році збанкрутів її чоловік. Подружжя переїхало в Персьє-ан-Домб, маленький маєток, спадок матері Луїзи. Ліон був захоплений гугенотами і став ареною зіткнень. У 1564 році в Ліоні була епідемія чуми. від неї померли брат Луїзи і її друг Моріс Сев. Луїза теж важко хворіла в цей час, але таки вижила в епідемію. Вона мала підтримку від її друга адвоката Томазо Фортіні.
Та 25 квітня 1566 року вона померла і була похована за католицьким обрядом таємно вночі, оскільки в місті панували гугеноти. Томазо Фортіні замовив їй могильний камінь, але він зник, тож місце її поховання сьогодні невідоме.

## Творчість
Невзаємне кохання до молодого аристократа (мабуть, ще до шлюбу) надихало полум'яні вірші Луїзи Лабе, написані в дусі петраркізму — 3 елегії і 24 сонети. Вони з'явилися разом з прекрасною алегорією: «Débat de Folie et d'Amour» (Суперечка Безумства і Любові), в її «Oeuvres» («Творах»), в 1555 році (нове вид. П., +1887). Сонети Лабе — серед перших, за часом, французькою мовою. У її творчості (як і в інших французьких поетів Відродження: Клеман Маро, Ронсар і його «Плеяда», Жоашен дю Белле) безперечний вплив італійської поезії, насамперед Петрарки.

## Версія про літературну містифікацію

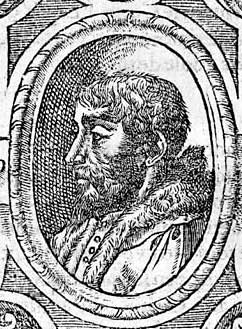
Портрет Моріса Сева

У кінці 2005 року женевське видавництво Droz опублікувало монографію професора Мірей Юшон, в якій доводилося, що жодної поетеси Луїзи Лабі насправді не існувало. На думку Юшон, йдеться про масштабну літературної містифікацію, здійсненою поетами ліонської школи (М. Сев, К. де Таймон, Г. Ла Тейсоньєр та ін.), які, мовляв, таким чином продемонстрували можливості використання італійських поетичних форм у французькій літературі. Навколо теорії Юшон — вона не знайшла широкої підтримки у літературознавців, хоча і була підтримана видатним французьким вченим, академіком Марком Фюмаролі — спалахнула запекла і не завершена досі дискусія ().
Загалом теорія Юшон не узгоджується з цілою низкою юридичних та фінансових документів, що збереглися в архівах: Королівський привілей, що підтверджує її авторські права, заповіт, оформлений за всіма правилами юридичної науки, збереглися також рахунки, наприклад, рахунок на оплату могильного каменю. Деякі з цих документів було складено після епідемії чуми, яка забрала життя багатьох ліонці, в тому числі поета Моріса Сева.

## Видання
- Louise Labé, Oeuvres, E. Giudici (éd.), Genève, Droz, 1981.
- Louise Labé, Oeuvres Complètes, F. Rigolot (éd.), Paris, GF, 1984.

## Українські переклади
Поезії Луїзи Лабе перекладали Наталя Лівицька-Холодна, Олег Зуєвський, Ігор Качуровський, Микола Терещенко, Всеволод Ткаченко.